# Tridens nicorae
Tridens nicorae là một loài thực vật có hoa trong họ Hòa thảo. Loài này được Anton miêu tả khoa học đầu tiên năm 1977.